# ويليام برايس
ويليام برايس (بالإنجليزية: William Price)‏ (4 ديسمبر 1903 في الهند - 22 يونيو 1987 بسوانزي في الهند) هو لاعب كرة قدم بريطاني (وحمل سابقاً جنسية المملكة المتحدة لبريطانيا العظمى وأيرلندا) في مركز مهاجم داخلي. لعب مع بورت فايل ونادي برينتفورد ونادي فولهام ومنتخب إنجلترا الوطني لكرة القدم للهواة ‏.